# چمن گندمی
چمن گندمی (نام علمی: Agropyron) نام یک سرده از تیره گندمیان است.